# 極迅瞬變光源太空觀測計畫

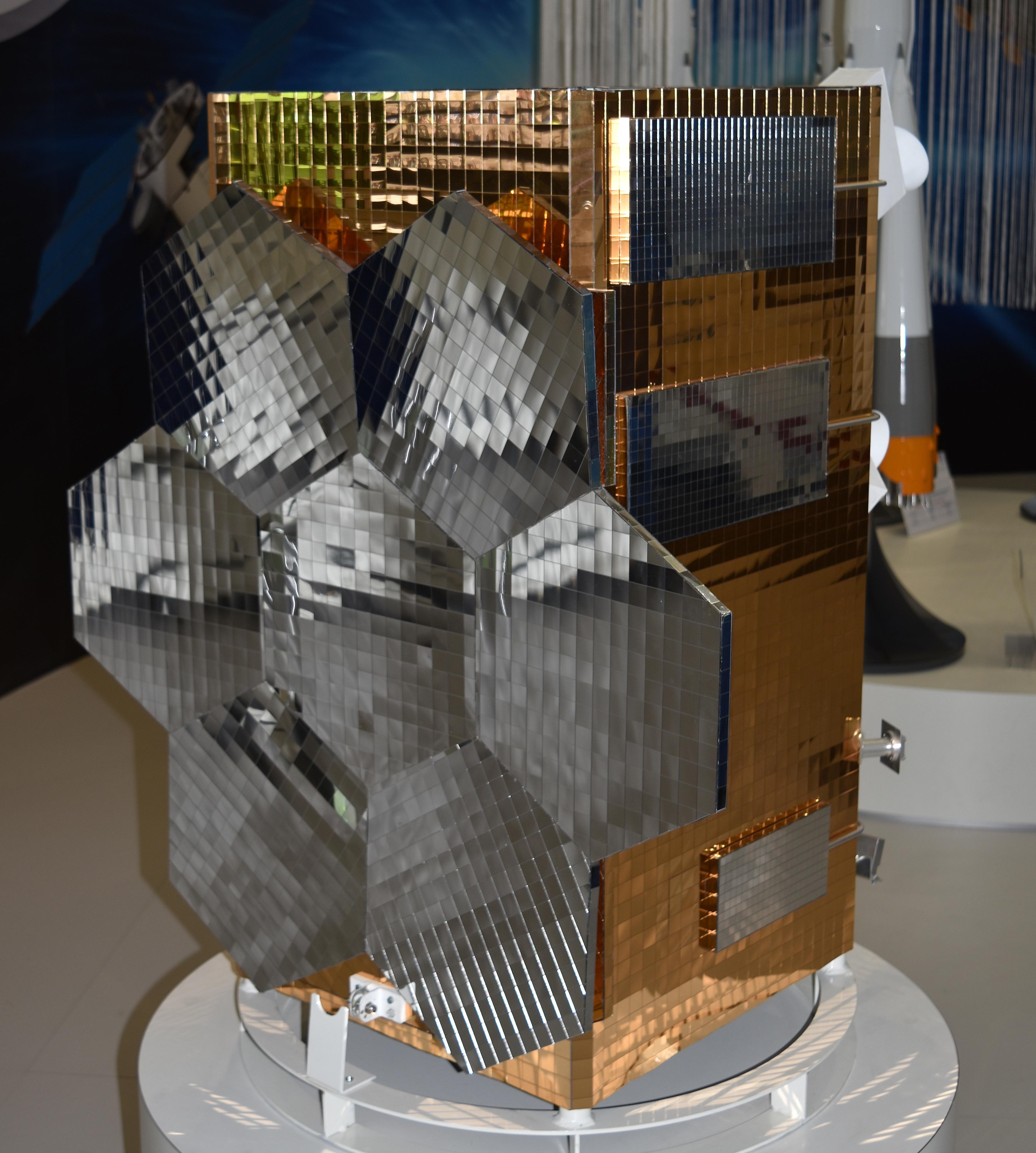
搭載UFFO實驗儀器之米哈伊爾·羅蒙諾索夫衛星

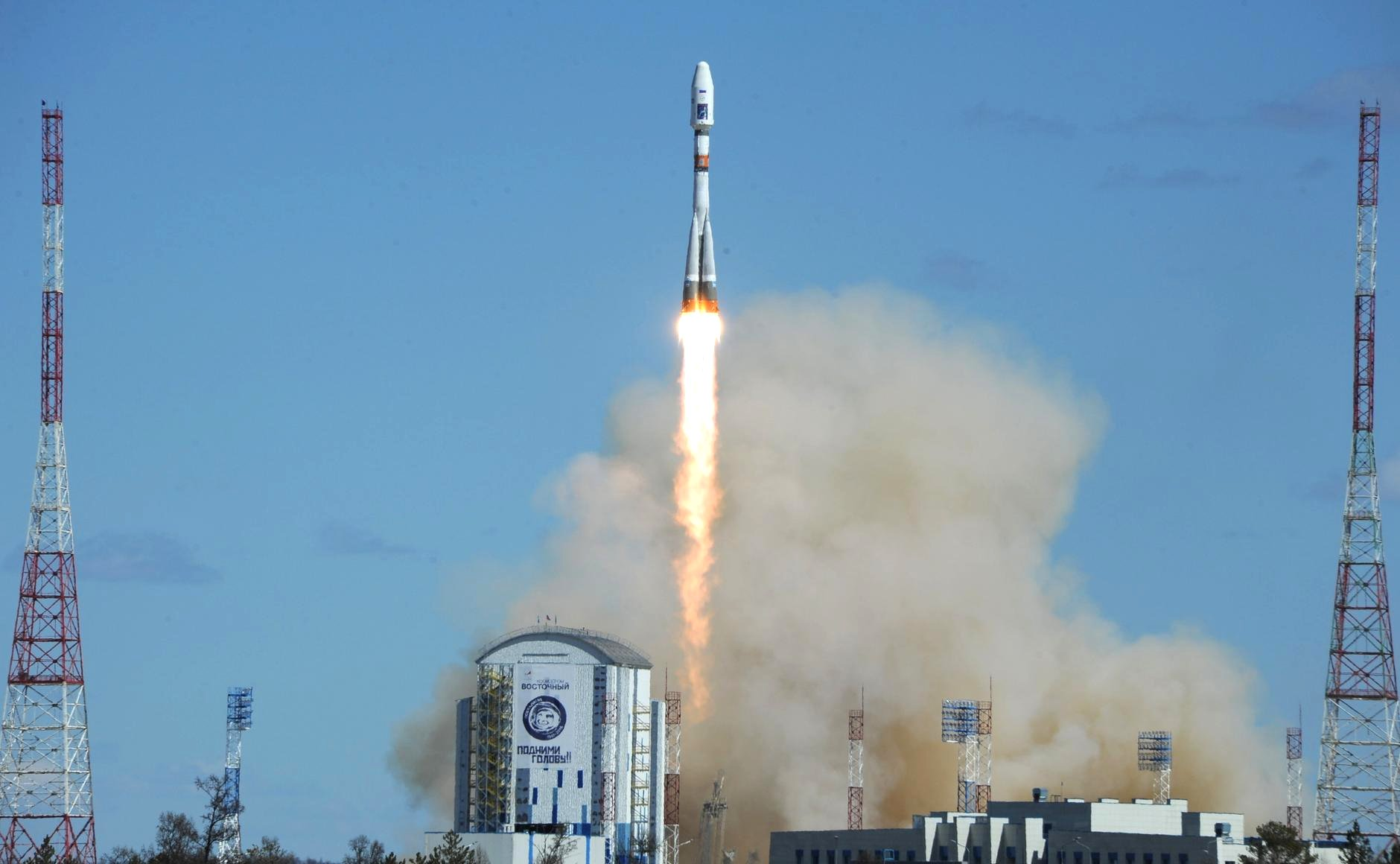
該計畫儀器隨火箭發射升天情形

極迅瞬變光源太空觀測計畫（英語：Ultra-Fast Flash Observation，簡稱UFFO），是一個國際合作科學衛星計畫，目標為監測恆星死亡以及中子星與黑洞撞擊產生之伽瑪射線爆，以了解宇宙之膨脹史。參與該計畫之團隊包含俄羅斯、臺灣、韓國、丹麥、西班牙等地之大學或研究機構，其中臺灣團隊的人數最多，一共10人。
該計畫最初起源於臺灣團隊所提出的POET計畫，但該計畫提出一年後即與韓國團隊合作，因而更名為UFFO計畫。2011年7月12日至7月15日，UFFO實驗儀器進行熱真空測試，並於7月25日至7月27日進行三軸振動測試與衝擊振動測試。2016年4月28日协调世界时早上2點，UFFO太空望遠鏡安裝在米哈伊爾·羅蒙諾索夫衛星上，由俄羅斯的聯合號2.1a火箭自該國遠東地區、靠近中俄邊境的阿穆尔州东方航天发射场發射升天，為該處之第一次發射任務。該火箭原先預定於2015年12月發射，但因技術原因推遲至2016年4月27日，更因故延後一日至4月28日才順利發射。俄罗斯总统也在現場觀看發射情形。
藉由臺灣團隊研發出的紫外可見光迴旋望遠鏡，UFFO在伽瑪射線爆發生1到2秒內即可鎖定光源進行觀測，比起在它發射前反應最快的雨燕衛星的60秒鐘還要快上數十倍。

## 外部連結
- 米哈伊尔·罗蒙诺索夫衛星的官方介紹網站 （页面存档备份，存于）（英文）
- YouTube上的Russia’s brand new Vostochny cosmodrome launches first-ever rocket（英文）（搭載UFFO實驗儀器之聯盟號2.1a火箭發射情形）
- . LeCosPA. 2016-04-28  [2022-01-03]. （原始内容存档于2020-08-14） （中文（臺灣））.